# Parafia św. Stanisława w Leźnie
Parafia św. Stanisława w Leźnie – parafia rzymskokatolicka, znajdująca się w archidiecezji gdańskiej, w dekanacie Żukowo.